# WASP-12b
WASP-12b is een exoplaneet die draait rond de zonachtige ster WASP-12 in het sterrenstelsel Voerman.

## Beschrijving
De gasplaneet is opmerkelijk omwille van haar gemeten albedo van hooguit 0,064, waardoor ze pikzwart zou zijn. 
De planeet bevindt zich op ongeveer 1400 lichtjaar van de aarde en heeft een straal die ongeveer 1.8 keer de straal van de planeet Jupiter is. Ze bevindt zich op relatieve geringe afstand van de moederster en zou hierdoor door de aantrekkingskracht ovaalvormig zijn, de temperatuur op de dagzijde zou ongeveer 2600 graden Celsius bedragen. De atmosfeer zou bestaan uit waterstofatomen en helium. Deze bevindingen zijn afkomstig van observaties door middel van de NASA-ruimtetelescoop Hubble.